# ديف كابلان
ديف كابلان (بالإنجليزية: Dave Kaplan)‏ هو فنان قتال مختلط أمريكي، ولد في 16 نوفمبر 1979.

## وصلات خارجية
- ديف كابلان على موقع شيردوغ (الإنجليزية)